# Motelsoft
Motelsoft war einer der ersten deutschen Entwickler von Computerspielen. Das Werk umfasst rund 110 Spiele, die im Zeitraum von 32 Jahren entstanden; überwiegend Knobelspiele, Rollenspiele und Action-Adventures, darunter das Strategie-Abenteuer Die Insel und die Rollenspiel-Trilogie Darkside of the Sun. Teilweise waren es kostenlose Spiele, teilweise waren es kommerzielle Veröffentlichungen durch Publisher wie CDV, S.A.D./Purple Hills und Kelly Media.

## Geschichte
Die beiden Gründer, Harald Breitmaier und Heinz Munter, schrieben ab etwa 1985 ihre ersten Programme in BASIC und später Assembler für den Atari XL/XE und ab 1987 für den Atari ST. 1990 gründeten sie die Breitmaier & Munter GbR, die Spiele unter den Labels Softwave Games und Motelsoft für den Atari ST entwickelte. 1993 erfolgte der Umstieg auf den PC und alle Spiele wurden seitdem in C/C++ geschrieben. Seit Ende der 90er Jahre wurden dann viele Spiele auch mit dem Werkzeug 3D GameStudio entwickelt. 2007 wurde das Unternehmen geschlossen. Bis 2017 erschienen jedoch weiterhin kleine Spiele unter dem Label Motelsoft. Alle Spiele sind mittlerweile kostenlos auf der Website von Motelsoft erhältlich.
Von 2006 bis 2016 erstellte Harald Breitmaier digitale Comic-Geschichten mit Toni Roco.
Seit November 2018 wird die Website als Archiv durch das Haus der Computerspiele weiterbetrieben.

## Spiele für den Atari XL/XE (Auswahl)
- Caveman II (1986)
- Hanse XL (1987)

## Spiele für den Atari ST (Auswahl)
- Spaceball (1987)
- Gorfs Labyrinth (1988)
- Seven little Horrors (1988)
- Droid 2 (1989)
- Sandor (1989)
- Think ST (1990)
- Türme von Hanoi (1990)
- Big Sea (1991)
- Airline ST (1991)
- Dark Stone Ritual (1992)
- Kokoi (1992)
- Arcan (1993)
- Walls of Illusion (1993)

## Spiele für den PC (Auswahl)
- Die Insel (1993)
- Escape from Ragor (1994)
- Der Eisplanet (1994)
- Megrims Rache  (1994)
- Darkside of the Sun (1995)
- Trauma (1996)
- Fussball Coach (1997)
- Hot Cats (1998)
- Darkstone – Necromina (1998)
- Die schwarzen Reiter (1999)
- Replics (2000)
- Die goldene Maske (2001)
- Acid Moon (2001)
- Ocean City (2002)
- Ocean City Nemesis (2004)
- Magic Empire (2004)
- Wrong Turn (2004)
- Arcan – Der Schatz des Hexenmeisters (2006)